# ウルヴヒル・ホーコンスダッタ

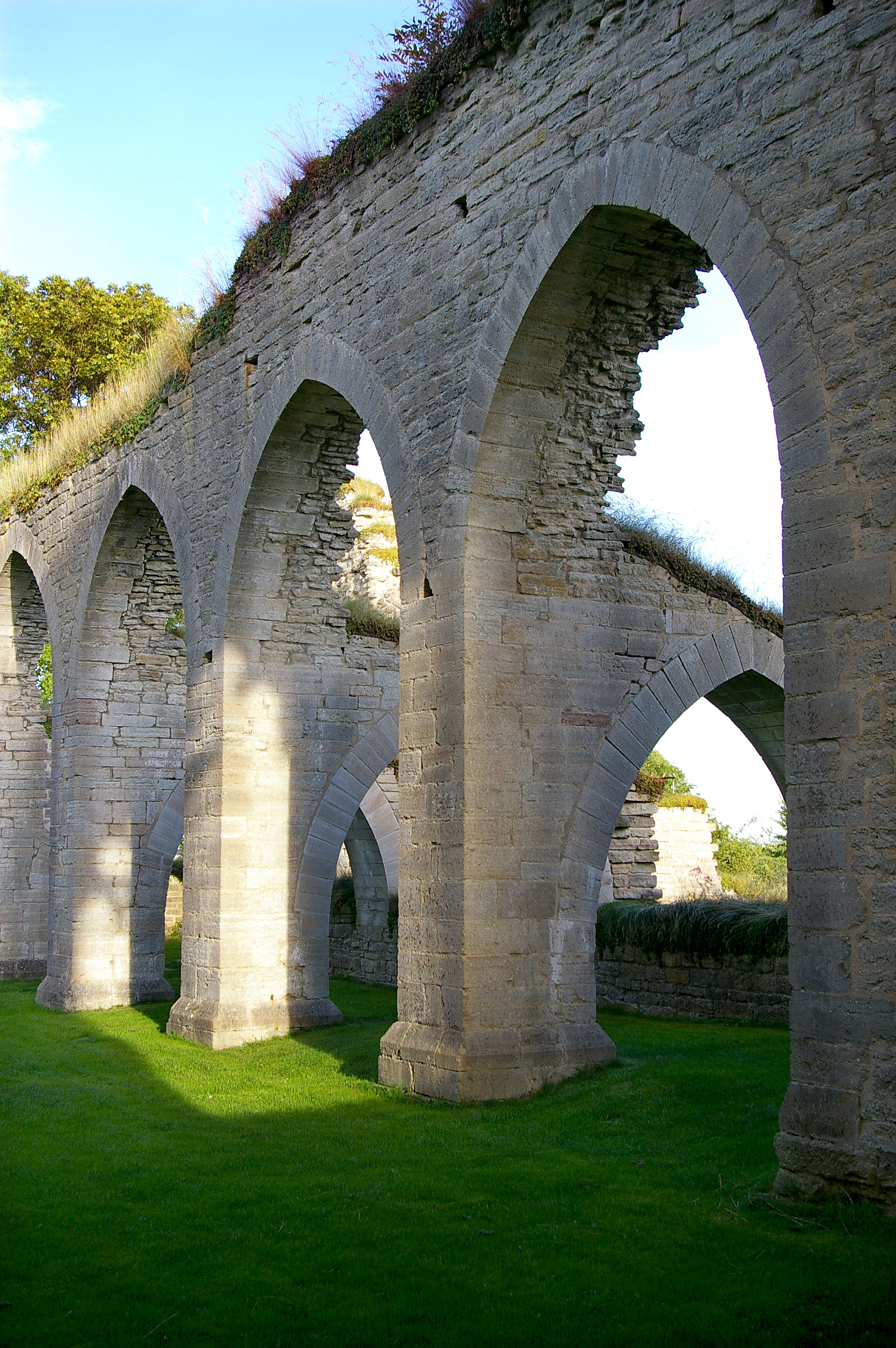
アルヴァストラ修道院の遺跡

ウルヴヒル・ホーコンスダッタ（ノルウェー語、デンマーク語：Ulvhild Håkonsdatter, 1095年ごろ - 1148年ごろ）またはウルヴヒルド（スウェーデン語：Ulvhild HåkansdotterまたはUlfhild）は、3度の結婚により、2度スウェーデン王妃となり、また、デンマーク王妃にもなった女性。ウルヴヒルは、当時の北欧の3つの王国同士のかかわりに重要な役割を果たしたが、詳しい状況を伝える資料が少ない。中世スカンディナヴィアにおけるファム・ファタールとして言及されるが、一方でカトリック教会の後援者でもあった。

## 生涯
ウルヴヒルはノルウェー出身であり、『ファグルスキンナ』にはノルウェーの貴族チョッタ家のホーコン・フィンソンの娘とされている。母の名は伝わっていない。一説にはウルヴヒルの母は、ノルウェーおよびデンマーク王妃であったスウェーデン王女マルガレータ・フレドクッラともいわれているが、裏付けはない。
ウルヴヒルは1116年または1117年に、スウェーデン王インゲ2世と結婚した。この結婚では子供は生まれなかった。インゲ2世は、当時兄フィリップとスウェーデンを共同統治していたが、1118年にフィリップが死去し、その後は単独の王となった。『ヴェストゥイェータ法書（Västgötalagen）』によると、インゲ2世は飲酒によりエステルイェートランドで亡くなったといわれる。また、後世の資料によると、ヴレタ修道院で暗殺されたともいわれている。正確な没年は不明であるが、1129年ころより前とみられる。Åke Ohlmarksはウルヴヒルは後に夫となるスヴェルケルと知り合い、スヴェルケルにインゲを毒殺させたと推測している。
インゲ2世の死後、ウルヴヒルはデンマークに向かい、ノルウェーには戻らなかった。ウルヴヒルは亡命を求めたとも考えられる。ウルヴヒルはデンマークに親戚がおり、一方でスウェーデンは政治的混乱に悩まされていた。ウルヴヒルは1130年頃、最初の妃マルガレータ・フレドクッラを亡くしていたデンマーク王ニルスと結婚した。この結婚は、ニルスの息子マグヌス1世がスウェーデンの一部で王となった時期とおよそ同時期であった。しかしウルヴヒルはこの義理の息子マグヌスを、従兄弟で競争相手であったクヌーズ・レーヴァートと対立するようそそのかした。最終的にクヌーズは1131年にマグヌスに暗殺された。デンマークで内乱が勃発し、ニルスとマグヌスは王位請求者エーリク2世と対立した。また、ニルスはウルヴヒルより20歳から30歳ほど年上で、この結婚はうまくいかなかった。年代記作者サクソ・グラマティクスはこの結婚の解消について以下のように記している。
マグヌスがデンマークで戦争にかかりきりになっていると聞き、スウェーデンは低い身分の出身であったスヴェルケルといわれる同胞を王とした。それは人々がスヴェルケルを高く評価していたからではなく、外国人による支配に耐えられなかったからであった。同胞を王とすることに慣れており、外国人を王として受け入れることができなかったのである。ニルスとノルウェー出身のウルヴヒルは、王妃であったマルガレータの死後に結婚していた。スヴェルケルはウルヴヒルに使者を送り、求婚した。その後まもなく、スヴェルケルはウルヴヒルを夫の元からひそかに連れ出し、ウルヴヒルと結婚した。スヴェルケルはこの結婚した妃であると偽った愛妾との間に、カールという息子をもうけ、その息子はスヴェルケルの後に王となった。
この出来事がいつ起こったかは記録にないが、1132年から1134年の間に起こったとされている。この「駆け落ち」物語は、ウルヴヒルの立場を示していると思われる。インゲ2世の寡婦として、断絶したステンキル家の領地と影響力の代表者であった。ウルヴヒルとの結婚により、王家出身でないスヴェルケルが王位に就くことが正当化され、義理の息子であるマグヌスはスウェーデンから追い出された。判明している限りでは、ウルヴヒルの3度目の結婚やそれにより生まれた子供の嫡出に異議を唱える資料は、サクソ・グラマティクスのものを除き見つかっていない。それどころか、ウルヴヒルは聖職者による記録において、教会の後援者として称賛されている。ウルヴヒルの招きによりシトー会が招かれ、アルヴァストラ修道院や1143年にニダラ修道院が創建された。アルヴァストラは、スヴェルケルからウルヴヒルへの結婚の祝いとして創建された。
少なくとも10年以上王妃であった後、1143年から1150年の間にウルヴヒルは死去した。スヴェルケルは二度目にポーランド大公女リクサと結婚したが、リクサはスヴェルケルの敵であったマグヌス1世の寡婦であった。これもまた、残されたマグヌスの支持者をスヴェルケル側に引き入れることが目的で行われた政治的な結婚であった。

## 子女
ウルヴヒルはスヴェルケル1世との間に少なくとも2男2女をもうけた。
- ヘレナ（1130年代 - 1158年以降） - デンマーク王クヌーズ5世と結婚
- ヨハン（1152年頃没） - ヤール、父スヴェルケルの晩年に農民に殺された。
- カール（1130年頃 - 1167年） - スウェーデン王（1161年 - 1167年）
- インゲヤード（1204年死去） - ヴレタ修道院院長